# 922 до н. е.

## Події
- Осоркон І заміняє свого батька Шешонка І як король Єгипту.
- Форбант, Архонт Афін, помирає після царювання 30 років і його змінює син Мегаслес.
- Царем юдейським став Ровоам, син Соломона.
- Одночасно в відокремленому Ізраїлі починає правити Іеровоам I.

## Померли
- Соломон